# All-Ireland Senior Hurling Championship 1906
L'All-Ireland Senior Football Championship 1906 fu l'edizione numero 20 del principale torneo di hurling irlandese. Tipperary batté Dublino in finale, ottenendo il settimo titolo della sua storia.

## Formato
Parteciparono 15 squadre e si tennero i campionati provinciali i cui vincitori avrebbero avuto diritto d'accesso alla fase finale nazionale. Londra era ammessa di diritto alle semifinali nazionali.

## Torneo
Connacht Senior Hurling Championship
| Finale | Galway | – | Sligo |  |

### Leinster Senior Hurling Championship
| Finale | Dublin | 1-14 – 0-5 | Kilkenny |  |

Munster Senior Hurling Championship
| Finale | Tipperary | 3 – 4– 0-9 | Cork |  |

Ulster Senior Hurling Championship
| Finale | Donegal | 5-21 – 0-1 | Antrim |  |

All-Ireland Senior Hurling Championship
| 27 ottobre 1907 Finale | Tipperary | 3-16 – 3-8 | Dublin | Kilkenny |